# Linia kolejowa České Velenice – Veselí nad Lužnicí
Linia kolejowa České Velenice – Veselí nad Lužnicí (Linia kolejowa nr 226 (Czechy)) – jednotorowa, regionalna i niezelektryfikowana linia kolejowa w Czechach. Łączy České Velenice i Veselí nad Lužnicí. Przebiega w całości przez terytorium kraju południowoczeskiego.